# Мурасаме (1937)
Мурасаме (Murasame, яп. 村雨) — ескадрений міноносець Імперського флоту Японії, який брав участь у Другій світовій війні.
Корабель, який став третім серед есмінців типу «Сірацую», спорудили у 1937 році на корабельні Fujinagata Shipyards у Осаці.
На момент вступу Японії до Другої світової війни «Мурасаме» належав до 2-ї дивізії ескадрених міноносців, яка 29 листопада 1941-го прибула з Японії до Мако (важлива база ВМФ на Пескадорських островах у південній частині Тайванської протоки). 7 грудня «Мурасаме» вийшов у море, а 10 грудня разом зі ще 6 есмінцями та легким крейсером прикривав висадку десанту у Вігані на північно-західному узбережжі острова Лусон (перед доставкою головних сил до затоки Лінгайєн японці висадили на Філіппінах цілий ряд допоміжних десантів). Американська авіація атакувала загін та змогла потопити й пошкодити кілька суден та кораблів, проте «Мурасаме» не постраждав.
З 17 грудня 1941-го «Мурасаме» супроводжував сили вторгнення до Лінгайєн, які здійснили висадку в ніч проти 24 грудня. Разом зі ще 6 есмінцями та легким крейсером він прикривав 2-й транспортний загін, що включав 28 транспортів та прямував з Мако. За кілька діб есмінець прибув на Формозу, де 26 грудня у Такао (наразі тайванський Гаосюн) зазнав незначних пошкоджень при зіткненні з тральщиком W-20.
На початку січня 1942-го «Мурасаме» та три інші есмінці 2-ї дивізії залучили до прикриття десанту в Нідерландській Ост-Індії на острів Таракан — центр нафтовидобувної промисловості біля північно-східного завершення острова Борнео (всього у цій операції діяли 11 есмінців та 1 легкий крейсер). 6 січня транспорти з військами вийшли з порту Давао на південному узбережжі філіппінського острова Мінданао (був захоплений японцями ще 20 грудня), а в ніч проти 11 січня розпочалась висадка на Таракані.
21 січня 1942-го «Мурасаме» разом зі ще 8 есмінцями та легким крейсером розпочали прикриття конвою з десантом, який вийшов з Таракану для оволодіння Балікпапаном (ще один нафтовидобувної промисловості на східному узбережжі острова Борнео). Цього разу прикриття не впоралось із завданням і під час висадки в ніч проти 24 січня транспорти були атаковані американськими есмінцями, яким вдалось потопити три судна. Втім, захоплення Балкіпапану пройшло успішно.
25 лютого 1942-го «Мурасаме» разом із трьома іншими есмінцями своєї дивізії вийшов з Купангу (острів Тимор), щоб узяти участь у прикритті транспортів з військами для вторгнення на Яву (всього до цієї операції залучили 2 важкі та 2 легкі крейсери й 16 есмінців). 27 лютого есмінець взяв участь у битві в Яванському морі, перемога у якій дозволила 1 березня висадити десант на сході Яви у Крагані.
16 березня 1942-го «Мурасаме» та інші есмінці дивізії прибули до філіппінської затоки Субік-Бей, після чого кілька тижнів діяли в цьому архіпелазі, забезпечуючи блокаду району Маніли (тут до 6 травня тримався гарнізон фортеці Коррехідор) та окупацію острова Себу (центральна частина Філіппін). Станом на початок травня кораблі перебували в Мако, звідки 3—6 перейшли до Японії.
У мідвейській операції «Мурасаме» разом з 6 іншими есмінцями та легким крейсером забезпечував охорону загону великих артилерійських кораблів адмірала Кондо.
16 липня 1942-го «Мурасаме» та 6 інших есмінців вийшли для супроводу важких крейсерів «Кумано» та «Судзуя», що пройшли через Сінгапур до Бірми в межах підготовки до рейду в Індійський океан (невдовзі після виходу на островах Рюкю до них приєднались ще два есмінці охорони, а в Сінгапурі ще один). 30 липня крейсери з їхнім супроводом дістались до Мергуй (наразі М'єй на східному узбережжі Андаманського моря).
Втім, через тиждень союзники висадились на сході Соломонових островів, що започаткувало шестимісячну битву за Гуадалканал та змусило японське командування перекидати сюди підкріплення. Як наслідок, рейд до Індійського океану скасували й «Мурасаме» разом із 7 есмінцями зібраного в Мергуї загону вже 8 серпня 1942-го рушив для ескорту крейсерів до Мікронезії (ще два есмінці пішли за ними в охороні кількох танкерів). 21 серпня загін був у районі атола Трук (розташована в центральній частині Каролінських островів головна японська база в Океанії), проте не став тут затримуватись і невдовзі опинився північніше від Соломонових островів, де відбувалось проведення конвою з підкріпленнями для Гуадалканала. Відомо, що 24 серпня, в день битви при східних Соломонових островах, «Мурасаме» та два інші есмінці його дивізії супроводжували лінкор «Муцу» (повернувся на Трук 2 вересня).
З 8 по 24 вересня 1942-го «Мурасаме» та ті ж два есмінці його дивізії супроводжували гідроавіаносець «Кунікава-Мару», який, зокрема, провадив вивчення Соломонових островів та островів Санта-Круз задля визначення місць можливого розташування ворожих баз гідроавіації. 19 вересня «Мурасаме» провів з цією метою рекогносцирування острова Ндені (найбільший у групі Санта-Круз).
24—27 вересня 1942-го «Мурасаме» пройшов з Труку до якірної стоянки Шортленд — прикритої групою невеликих островів Шортленд акваторії біля південного завершення острова Бугенвіль, де зазвичай відстоювались легкі бойові кораблі та перевалювались вантажі для відправлення їх далі на схід. Звідси «Мурасаме» двічі — 2 та 5 жовтня виходив для доправлення підкріплень на Гуадалканал (доставка бійців та вантажів на швидкохідних есмінцях до району активних бойових дій стала типовою для японського флоту в кампанії на Соломонових островах). Під час другого рейсу есмінець був атакований авіацією неподалік від Шортленду та зазнав незначних пошкоджень від близького вибуху авіабомби. Як наслідок, 7 жовтня «Мурасаме» вирушив на Трук для короткочасного ремонту, а вже за кілька діб повернувся до зони бойових дій.
В якийсь момент «Мурасаме» приєднався до трьох інших есмінців своєї дивізії та розпочав супроводжувати конвой, що ввечері 12 жовтня вийшов з Рабаула (головна передова база японців у архіпелазі Бісмарка, з якої провадились операції на Соломонових островах та сході Нової Гвінеї) для доставки підкріплень на Гуадалканал (1-й штурмовий конвой до Тассафаронга). На шляху до загону приєднались ще чотири есмінці, які ввечері 13 жовтня вийшли разом з двома транспортами з Шортленду. В ніч проти 14 жовтня конвой почав розвантаження в Тассафаронзі, а з настанням дня втратив унаслідок ударів авіації три судна. Втім, інші три судна та всі есмінці змогли повернутись на Шортленд.
Вже 17 жовтня 1942-го «Мурасаме» вийшов у транспортний рейс до Гуадалканалу у складі загону з 3 легких крейсерів та 14 есмінців, а 24 числа рушив туди разом зі ще трьома есмінцями для супроводу легкого крейсера «Юра» в межах операції з артилерійської підтримки наступу наземних військ. У останньому випадку нальоти авіації призвели 25 жовтня до загибелі крейсера, пошкодження есмінця «Акідзукі» та скасування завдання, при цьому «Мурасаме» надавав допомогу «Акідзукі» та допомагав у порятунку вцілілих з «Юра». 26 жовтня есмінець прибув на Шортленд, звідки виходив 2, 5 та 8 листопада для чергових транспортних рейсів до Гуадалканалу (в рейсі 5 листопада «Мурасаме» належав до групи прикриття).
Тим часом японське командування готувало проведення до острова великого конвою з підкріпленнями (що в підсумку вилилось у вирішальну битву надводних кораблів біля Гуадалканалу). 11 листопада 1942-го «Мурасаме» та ще 4 есмінці вийшли з Шортленду, щоб приєднатись до загону адмірала Абе, який за дві доби до того полишив Трук (у підсумку під командуванням цього адмірала зібралось 11 есмінців). За японським задумом, два лінкори Абе напередодні підходу транспортів мали провести артилерійський обстріл аеродрому Гендерсон-Філд (за місяць до того така операція була здійснена доволі вдало), втім, у ніч проти 13 листопада біля Гуадалканалу загін Абе перестріло американське з'єднання із крейсерів та есмінців, яке зазнало значних втрат, проте зірвало обстріл аеродрому. В цьому зіткненні «Мурасаме» взяв участь у потопленні есмінця «Монссен» та пошкодженні легкого крейсера «Хелена» (переживе цю битву, проте все-таки загине на Соломонових островах влітку 1943-го). Також існує ймовірність, що «Мурасаме» торпедував легкий крейсер «Джуно» (буде добитий 13 листопада підводним човном I-26 при відході від Гуадалканалу). Сам «Мурасаме» зазнав певних пошкоджень унаслідок влучання снаряда в район котельного відділення, максимальна швидкість впала до 21 вузла. Також під час зіткнення біля Гуадалканала «Мурасаме» без успіху спробував добити важко пошкоджений есмінець «Юдачі», а по завершенні бою супроводжував відхід лінкора «Кірісіма» (а от другий лінкор, «Хіей», унаслідок пошкоджень не зміг полишити район та був добитий авіацією) і разом з ним приєднався до сил адмірала Куріти. Хоча останній мав 2 лінкори, проте вони так і не були введені в дію коли 14 листопада «Кірісіма» знову вирушив для обстрілу Гендерсон-Філд та загинув у ніч проти 15 числа внаслідок бою з американськими лінкорами. «Мурасаме» залишився зі з'єднанням Куріти та 18 листопада прибув на Трук, де пройшов короткотривалий ремонт.
29 листопада — 4 грудня 1942-го «Мурасаме» здійснив рейс з Труку до Рабаула та назад, після чого кілька тижнів ніс патрульно-ескортну службу в районі головної японської бази в Океанії.
14—20 січня 1943-го «Мурасаме» разом зі ще одним есмінцем супроводжував ескортний авіаносець «Чуйо» з Труку до Йокосуки, де пройшов доковий ремонт, а 7—12 лютого загін у тому ж складі пройшов з Йокосуки на Трук (можливо відзначити, що ескортні авіаносці регулярно курсували за таким маршрутом, доправляючи нові літаки на віддалену від Японії базу).
28 лютого — 2 березня 1943-го «Мурасаме» пройшов до Рабаула. На той час японці вже кілька тижнів як евакуювали свої сили з Гуадалканалу, проте й далі підсилювали гарнізон островів Нью-Джорджія (центральна частина Соломонових островів). 4 березня «Мурасаме» разом зі ще одним есмінцем вийшов у транспортний рейс з Рабаула через Шортленд до Коломбангари (один з островів архіпелагу Нью-Джорджія). 5 березня в затоці Кула (між Коломбангарою та власне Нью-Джорджією) їх перехопив та потопив загін американських крейсерів та есмінців. Із екіпажу «Мурасаме» загинуло 128 осіб і лише 53 моряки змогли дістатись до своїх.